# فمینیسم در مکزیک
فمینیسم در مکزیک فلسفه و فعالیتی است که با هدف ایجاد، تعریف و حمایت از برابری سیاسی، اقتصادی، فرهنگی و اجتماعی در حقوق زنان و فرصت‌ها برای زنان مکزیکی انجام می‌شود. اصطلاح فمینیسم که ریشه در تفکر لیبرال دارد، در اواخر قرن نوزدهم و اوایل قرن بیستم در میان نخبگان مورد استفاده قرار گرفت.
تاریخ فمینیسم در مکزیک را می‌توان از نظر زمانی به چند دوره، با مسائل تقسیم کرد. برای دوران فتح و استعمار، برخی از چهره‌ها در دوران مدرن مورد ارزیابی مجدد قرار گرفته‌اند و می‌توان آنها را بخشی از تاریخ فمینیسم در مکزیک دانست. در استقلال در اوایل قرن نوزدهم، خواسته‌هایی وجود داشت که زنان به عنوان شهروند تعریف شوند. اواخر قرن نوزدهم این کشور شاهد رشد آشکار فمینیسم به عنوان یک ایدئولوژی بود.
لیبرالیسم از آموزش سکولار دختران و پسران به عنوان بخشی از پروژه نوسازی حمایت کرد و زنان به عنوان آموزگار وارد نیروی کار شدند. این زنان در خط مقدم فمینیسم قرار داشتند و گروه‌هایی را تشکیل دادند که رفتار با زنان را در حوزه حقوقی، دسترسی به آموزش و قدرت اقتصادی و سیاسی را مورد انتقاد قرار می‌دادند. در دوره انقلاب (۱۹۱۵–۱۹۲۵) شهروندی زنان و برابری قانونی به صراحت مسائلی نبودند که انقلاب برای آن مبارزه شد. موج دوم حمایت از حقوق زنان بین سال‌های ۱۹۶۸–۱۹۹۰ و در سال‌های ۱۹۷۵–۱۹۸۵ به اوج خود رسید.
زنان طبقه متوسط در تشکیل گروه‌های فمینیستی، تأسیس مجلاتی برای انتشار افکار فمینیستی و سایر اشکال فعالیت پیشگام شدند. زنان طبقه کارگر در دوران جدید در اتحادیه‌ها یا احزاب سیاسی به دفاع از حقوق زنان پرداختند. شرکت کنندگان در اعتراضات بازی‌های المپیک تابستانی ۱۹۶۸ که در ادامه جنبش فمینیستی آن نسل را شکل دادند، عمدتاً دانش آموزان و آموزگاران بودند. در دهه ۱۹۹۰، حقوق زنان در جوامع بومی، به ویژه در قیام آزادی‌بخش ملی زاپاتیستا، به یک موضوع ملی تبدیل شد. حقوق باروری به‌ویژه از سال ۱۹۹۱ که کلیسای کاتولیک در مکزیک دیگر از نظر قانون اساسی از دخالت در سیاست منع نشده‌است، موضوعی در جریان است.

## تاریخ
زنان در طول تاریخ مکزیک نقشی اساسی در مبارزات سیاسی این کشور داشته‌اند، با این حال خدمات آنها به این کشور تا اواسط قرن بیستم به حقوق سیاسی منجر نشد،

### سال‌های ۱۵۱۹
مشهورترین زن بومی مکزیک دونا مارینا است که به نام لامالینچه نیز شناخته می‌شود. نقش او در فتح مکزیک به عنوان مترجم فرهنگی فاتح اسپانیایی هرنان کورتس، او را به عنوان یک خائن به نژاد خود و مکزیک نشان داد. تصویرهای زیادی از دوران استعمار در دست نوشته‌های بومی از مالینچه وجود دارد که او را به عنوان شخصیت مرکزی نشان می‌دهد که اغلب بزرگتر از کورتس است. در سال‌های اخیر، محققان و نویسندگان فمینیست نقش او را دوباره ارزیابی کرده‌اند و نسبت به انتخاب‌هایی که با آن روبرو بود ابراز همدردی کرده‌اند. با این حال، تلاش برای نجات وجهه تاریخی او به عنوان یک خائن مورد حمایت مردمی قرار نگرفت.

### دوران استقلال، ۱۸۱۰–۱۸۲۱
برخی از زنان در طول جنگ استقلال مکزیک (۱۸۱۰–۱۸۲۱) خود را متمایز کردند، و همچنین به عنوان جاسوس، و اغواگر به کار گرفته شدند. روزنامه‌ها در سال ۱۸۱۲ زنان را به شرکت در تلاش‌های استقلال خواهی متهم می‌کردند. برجسته‌ترین قهرمان زن جنبش استقلال جوزفا اورتیز دومینگوئز است که در تاریخ مکزیک با نام La Corregidora شناخته می‌شود. بقایای جسد او به بنای یادبود استقلال در مکزیکو سیتی منتقل شد، مجسمه‌هایی از او به افتخار او وجود دارد و چهره او بر روی پول مکزیک استفاده شده‌است.

### دوره ملی اولیه و پورفیریاتو، ۱۸۲۱–۱۹۱۱
در اوایل سال ۱۸۲۴، برخی از زنان از دولت ایالتی درخواست کردند، آنان را به عنوان شهرون در نظر بگیرند. در اواخر قرن نوزدهم، «فمینیسم» به عنوان یک اصطلاح وارد زبان شد. فمینیسم در مکزیک که ریشه در لیبرالیسم داشت، آموزش سکولار را وسیله ای برای ارج نهادن به نقش زنان به عنوان همسر و مادر در خانواده‌های مکزیکی و گسترش آزادی زنان به عنوان فردی می‌دانست. حقوق برابر برای زنان در این دوره تمرکز اصلی نبود. با این حال، برخی از فمینیست‌ها شروع به تشکیل سازمان‌هایی برای حقوق زنان و تأسیس مجلات برای انتشار ایده‌های خود کردند. مجلات سیاسی و ادبی مرکزی برای بحث عمومی در مورد مسائل زنان در آمریکای لاتین بودند.